# بيدرو موتا سواريس
بيدرو موتا سواريس (بالبرتغالية: Pedro Mota Soares‏) هو محامي وسياسي برتغالي، ولد في 29 مايو 1974 في لشبونة في البرتغال. حزبياً، نشط في المركز الديمقراطي والاجتماعي - حزب الشعب ‏. وقد انتخب عضو مجلس الجمهورية ‏.